# Dwight (Nebraska)
Dwight es una villa ubicada en el condado de Butler en el estado estadounidense de Nebraska. En el Censo de 2010 tenía una población de 204 habitantes y una densidad poblacional de 321,49 personas por km².

## Geografía
Dwight se encuentra ubicada en las coordenadas 41°4′58″N 97°1′9″O / 41.08278, -97.01917. Según la Oficina del Censo de los Estados Unidos, Dwight tiene una superficie total de 0.63 km², de la cual 0.63 km² corresponden a tierra firme y (0%) 0 km² es agua.

## Demografía
Según el censo de 2010, había 204 personas residiendo en Dwight. La densidad de población era de 321,49 hab./km². De los 204 habitantes, Dwight estaba compuesto por el 100% blancos, el 0% eran afroamericanos, el 0% eran amerindios, el 0% eran asiáticos, el 0% eran isleños del Pacífico, el 0% eran de otras razas y el 0% pertenecían a dos o más razas. Del total de la población el 0% eran hispanos o latinos de cualquier raza.